# Chiva
Chiva è un comune spagnolo situato nella comunità autonoma Valenciana.